# Judith Gluckman
Judith Gluckman (* 10. Dezember 1915 in Johannesburg; † August 1961 ebenda) war eine südafrikanische Malerin und Grafikerin, die in den 1930er bis 1950er Jahren besonders in den Kunstkreisen von Johannesburg und Pretoria aktiv war.

## Leben
Judith Gluckman wurde 1915 als Tochter wohlhabender jüdischer Eltern geboren und besuchte das Parktown Convent in Johannesburg. Ab 1934 nahm sie Unterricht bei Emily Fern und Alan Gourley an der Johannesburg Art School. Fern war eine Schülerin von André Lhote in Paris, dessen quasi-kubistische Einflüsse indirekt in Gluckmans Werk zu erkennen sind. 1936 machte Leon Levson Judith Gluckman zum ersten Mal mit Alexis Preller bekannt, als dieser eine Einzelausstellung in Johannesburg hatte. Da sie mehr über die Malerei lernen wollte, bat sie ihn um Unterricht, und er stimmte wöchentlichen Malsitzungen in ihren jeweiligen Wohnungen zu. Ende 1936 oder Anfang 1937 folgte Judith Gluckman einem Ruf nach Paris und bezog eine Studentenwohnung in Montparnasse, in der Nähe der Académie de la Grande Chaumière. Zu dieser Zeit besuchte auch Preller die Stadt. Zusammen mit Gluckmans ehemaligem Lehrer Alan Gourley, der ebenfalls für einige Zeit zu Besuch war, studierten und arbeiteten sie ein halbes Jahr lang zusammen und suchten in den Galerien und Geschäften der Stadt nach Werken von Amedeo Modigliani, Marc Chagall und Moise Kisling. Sie lernte auch den ehemaligen Fauve-Maler Othon Friesz (1879–1949) kennen, der ebenfalls unter dem Einfluss von André Lhote stand. Laut Preller begegneten sie bei verschiedenen Gelegenheiten auch den Werken von Henri Matisse und Pablo Picasso, zeigten sich aber von deren malerischer Progressivität unbeeindruckt. Alexis Preller kehrte noch vor Ende 1937 nach Südafrika zurück, während Judith Gluckman bis 1938 in Paris blieb. Die Forderungen ihrer Familie, der wachsende Antisemitismus in Europa, der Anschluss Österreichs im März desselben Jahres und die Vorboten des nahenden Krieges veranlassten sie schließlich zur Rückkehr.
1938 kehrte Judith Gluckman nach Johannesburg zurück. In Südafrika intensivierte sie ihre Arbeit und entwickelte einen expressiveren Stil in ihren Gemälden und Zeichnungen. Besondere Anerkennung erfuhr sie für ihre grafischen Arbeiten. Der Bildhauer Lippy Lipshitz lehrte sie die Ätzradierung und betonte in einem Nachruf, dass ihre Zeichnungen, die eine „spontane, dynamische, rhythmische Linie“ zeigten, das Wesentliche ihres Schaffens ausmachten. Kritiker verglichen ihre Zeichnungen häufig mit denen von Käthe Kollwitz.
Wahrscheinlich 1939 lernte Gluckman Gérard Sekoto (1913–1993) kennen, der sie in die verschiedenen Techniken der Ölmalerei einführte. 1941 zog sie nach Kapstadt, wo sie mit Irma Stern und Uys Krige verkehrte. Sie schloss sich den jungen Künstlern der New Group an und stellte mit ihnen in der Argus Gallery aus. In regelmäßigen Abständen kehrte sie nach Johannesburg zurück, hauptsächlich aus familiären Gründen, aber auch, weil sie dort weiterhin ausstellte. 1948 kehrte sie nach Europa zurück, wo sie den Mittelmeerraum bereiste und arbeitete. Nach einem erneuten Besuch in Paris nahm sie ihr Studium wieder auf und wandte sich diesmal der Bildhauerei zu. Sie wählte den russischstämmigen Bildhauer Ossip Zadkine (1890–1967) zu ihrem Mentor und wurde, wie es heißt, die einzige weibliche Schülerin, die er je aufnahm.
In den 1950er Jahren wurde Judith Gluckmans Arbeit experimenteller. Ihre Werke waren gekennzeichnet von einem expressiven Einsatz von Farbe und Linie, oft mit starken emotionalen Untertönen. Ihre Zeichnungen und Grafiken dominierten auch die posthume Ausstellung zu ihrem Gedenken 1973 im Pretoria Art Museum. Gluckmans Werke befinden sich heute in Sammlungen wie der Iziko South African National Gallery in Kapstadt und dem Pretoria Art Museum.